# Condado de Saltés
El condado de Saltés es un título nobiliario español creado por el rey Felipe III el 12 de enero de 1612 a favor de Rodrigo de Guzmán Silva y Mendoza, hijo del VII duque de Medina Sidonia y de su esposa Ana de Silva y Mendoza, hija del duque de Pastrana. Su nombre se refiere a la isla de Saltés, situada en la ría de Huelva en Andalucía.
La villa de Huelva y la Isla de Saltés habían pasado a formar parte del patrimonio de la casa de Medina Sidonia, como dote de María de la Cerda y Sarmiento, señora de Huelva y de la Isla de Saltés e hija del III conde de Medinaceli, casada en 1457 con el I duque de Medina Sidonia, Juan Alonso Pérez de Guzmán y Suárez de Figueroa. Sin embargo, al no tener descendencia, la casa de Medinaceli reclamó la devolución de la villa de Huelva. La devolución no se llevó a cabo y por ello, en torno a 1466 surgió una larga confrontación entre ambas casas que no finalizaría hasta 1509, con el abono de 10 000 000 de maravedíes a la casa de Medinaceli en compensación por Huelva y Saltés, consolidándose así, como propiedad del ducado de Medina Sidonia.

## Condes de Saltés
- Rodrigo de Guzmán Silva y Mendoza (Sanlúcar de Barrameda, 1585-1614), I conde de Saltés,[2][1] y comendador de la Peña de Martos en la Orden de Calatrava.[2]

Casó con su prima, Brianda de Guzmán Sarmiento de la Cerda (m. 1664), VI marquesa de Ayamonte. Le sucedió su hijo:
- Alonso de Guzmán (m. 1633), II conde de Saltés.[2]

Falleció sin descendencia a los dieciséis años. Le sucedió su prima hermana, hija de Miguel Gerónimo Pérez de Guzmán y de Magdalena Francisca de Guzmán y Guevara, III condesa de Villaverde.
- Ana María de Guzmán y Silva (m. 1641), III condesa de Saltés.[4]

Casó con Antonio Pedro Sancho Dávila y Osorio (m. 27 de febrero de 1689), X marqués de Astorga, XI conde de Trastámara, etc. de quien fue su segunda esposa.  Sin descendencia, le sucedió su primo, hijo de Juan Claros de Guzmán y Silva y de su esposa Francisca de Fuentes y Guzmán, II marquesa de Fuentes.
- Juan Alonso de Guzmán y Fuentes (m. 1692), IV conde de Saltés, III marqués de Fuentes y I conde de Talhara.[2]

Casó en primeras nupcias con Teresa Pimentel, en segundas con Beatriz Fuentes y Guzmán el Bueno y en terceras nupcias con María Josefa Vélez de Guevara y Tassis.  Sin descendencia, le sucedió:
- Melchor de Guzmán Osorio Dávila y Manrique de Zúñiga (m. 15 de abril de 1710), V conde de Saltés,[6] XII marqués de Astorga, VI marqués de Velada,[7] dos veces grande de España,[8] IX marqués de Ayamonte,[6] V marqués de Villamanrique, IV marqués de San Román, XIII conde de Trastámara,[6] XIV conde de Nieva, XII conde de Santa Marta, caballero de la Orden de Calatrava en 1685, gobernador y capitán general de Galicia y presidente de su Real Audiencia.[9]

Contrajo un primer matrimonio, el 18 de diciembre de 1677, con Antonia de la Cerda, hija de Juan Francisco de la Cerda y Enríquez de Ribera, VIII duque de Medinaceli grande de España, y de su esposa Catalina de Aragón Sandoval Folch de Cardona y Córdoba, VIII duquesa de Segorbe grande de España, sin descendientes. Casó en segundas nupcias, 16 de enero de 1684, con Mariana de Córdoba y Figueroa, hija de Luis Ignacio Fernández de Córdoba y Enríquez de Ribera, VI duque de Feria grande de España y VI marqués de Priego, y de Mariana Fernández de Córdoba Cardona y Requesens. Le sucedió, de su segundo matrimonio, su hija:
- Ana Nicolasa de Guzmán Osorio Dávila y Manrique de Zúñiga (8 de julio de 1692-Madrid, 11 de diciembre de 1762), VI condesa de Saltés,[6] IV duquesa de Atrisco,[10] XIII marquesa de Astorga,[8] VII marquesa de Velada,[7] tres veces grande de España, X marquesa de Ayamonte, V marquesa de San Román, VI marquesa de Villamanrique, XV condesa de Nieva y XIII condesa de Santa Marta.[6]

Casó, el 17 de febrero de 1707, con Antonio Gaspar de Moscoso Osorio y Aragón (1689-1725) (alias, Osorio de Moscoso y Aragón Dávila), VII duque de Sanlúcar la Mayor, IV marqués de Leganés, VIII conde de Altamira, tres veces grande de España, VII marqués de Almazán, IV marqués de Mairena, III marqués de Morata de la Vega, VIII marqués de Poza, V conde de Arzarcóllar, VII conde de Lodosa y  XI conde de Monteagudo de Mendoza.  Le sucedió su hijo:
- Ventura Osorio de Moscoso y Guzmán Dávila y Aragón (m. 29 de marzo de 1734), VII conde de Saltés,[6] VI duque de Medina de las Torres,[15] VIII duque de Sanlúcar la Mayor,[16] XIV marqués de Astorga,[8] V marqués de Leganés,[17] IX conde de Altamira,[13] cinco veces grande de España, VIII marqués de Almazán, XI marqués de Ayamonte, V marqués de Mairena, V marqués de Monasterio, IV marqués de Morata de la Vega, IX marqués de Poza, VI marqués de San Román, VII marqués de Villamanrique, VI conde de Arzarcóllar,[18] VIII conde de Lodosa, XIII conde de Monteagudo de Mendoza y XIV conde de Trastámara

Casó el 10 de diciembre de 1731 con Buenaventura Fernández de Córdoba y Cardona, IX duquesa de Baena, XI duquesa de Sessa, X duquesa de Soma, XV condesa de Cabra, X duquesa de Andría, XI duquesa de Santángelo, XV condesa de Palamós, XI condesa de Trivento, XI condesa de Avelino, X condesa de Oliveto, XXI baronesa de Bellpuig, XI baronesa de Calonge, y XII baronesa de Liñola. Le sucedió su hijo:
- Ventura Osorio de Moscoso y Fernández de Córdoba (15 de diciembre de 1733-6 de enero de 1776) [23] VIII conde de Saltés,[22]V duque de Atrisco,[10] X duque de Baena,[19] VII duque de Medina de las Torres,[24] IX duque de Sanlúcar la Mayor,[25] XII duque de Sessa,[20] XI duque de Soma,[17] XIV marqués de Astorga,[8] VI marqués de Leganés,[17]  VIII marqués de Velada,[7] XVI conde de Cabra,[21] X conde de Altamira,[13] once veces grande de España, IX marqués de Almazán, XII marqués de Ayamonte,[22] VI marqués de Mairena,[22] VI marqués de Monasterio, V marqués de Morata de la Vega, X marqués de Poza, VII marqués de San Román (antigua denominación), VIII marqués de Villamanrique, VII conde de Arzarcóllar,[22] XVII conde de Avelino, IX conde de Lodosa, XIV conde de Monteagudo de Mendoza,[22] XVII conde de Nieva, XI conde de Oliveto, XVII conde de Palamós, VIII conde de Saltés,[22] XVI conde de Santa Marta de Ortigueira, XV conde de Trastámara, XVII conde de Trivento, XIV vizconde de Iznájar, XXVI barón de Bellpuig, XI barón de Calonge y barón de Liñola.

Casó con María de la Concepción de Guzmán y de la Cerda, hija de José de Guzmán y Guevara, VI conde de Montealegre, conde de Quintana del Marco, conde de Castronuevo, conde de los Arcos, XII conde de Oñate y conde de Villamediana, marqués de Campo Real y marqués de Guevara, y de su mujer María Felicha Fernández de Córdoba y Spínola. Le sucedió su hijo:
- Vicente Joaquín Osorio de Moscoso y Guzmán (Madrid, 17 de enero de 1756-26 de agosto de 1816), [26] IX conde de Saltés,[22] VI duque de Atrisco,[10] XI duque de Baena,[19] XV duque de Maqueda,[27] VIII duque de Medina de las Torres,[24] X duque de Sanlúcar la Mayor,[25] XIII duque de Sessa,[28] XII duque de Soma,[29] XV marqués de Astorga,[8] VII marqués de Leganés,[12] IX marqués de Velada,[7] XI conde de Altamira,[13] XVII conde de Cabra,[21] doce veces grande de España, marqués de Almazán, XIII marqués de Ayamonte,[22] marqués de Elche, VII marqués de Mairena, VII marqués de Monasterio, VI marqués de Morata de la Vega, XI marqués de Poza, VIII marqués de San Román, VIII marqués de Villamanrique, VIII conde de Arzarcóllar,[22] XIII conde de Avelino, X conde de Lodosa, XV conde de Monteagudo de Mendoza,[22] XVIII conde de Nieva, XII conde de Oliveto, XVII conde de Palamós, XVII conde de Santa María de Ortigueira, XVI conde de Trastámara, XXII vizconde de Iznájar, XXIII barón de Bellpuig, XIII barón de Calonge y XIV barón de Liñola.[22]

Casó en primeras nupcias el 3 de abril de 1774 con María Ignacia Álvarez de Toledo y Gonzaga, hija de Antonio María José Álvarez de Toledo y Pérez de Guzmán el Bueno, X marqués de Villafranca del Bierzo, y de María Dorotea Gonzaga y Caracciolo, hija a su vez de Francisco Gonzaga I duque de Solferino. En segundas nupcias se casó el 11 de diciembre de 1806 con María Magdalena Fernández de Córdoba y Ponce de León, hija de Joaquín Fernández de Córdoba III marqués de la Puebla de los Infantes. Le sucedió su hijo del primer matrimonio:
- Vicente Isabel Osorio de Moscoso y Álvarez de Toledo (Madrid, 19 de noviembre de 1777-31 de agosto de 1837),  X conde de Saltés,[30] VII duque de Atrisco,[10] XII duque de Baena,[19] XVI duque de Maqueda, IX duque de Medina de las Torres,[24] XI duque de Sanlúcar la Mayor,[25] XIV duque de Sessa,[28] XIII duque de Soma,[17] XVI marqués de Astorga,[8] VIII marqués de Leganés,[17] X marqués de Velada,[7] XII conde de Altamira,[13] XVIII conde de Cabra,[21] doce veces grande de España, XI marqués de Almazán, XIV marqués de Ayamonte,[30] XVIII marqués de Elche, VIII marqués de Mairena, VIII marqués de Monasterio, VII marqués de Morata de la Vega, XII marqués de Poza, IX marqués de San Román, X marqués de Villamanrique, IX conde de Arzarcóllar,[30]  XVI conde de Monteagudo de Mendoza[30] XVIII conde de Palamós, X conde de Saltés,[30] XVII conde de Santa Marta, XXIII vizconde de Iznájar, XXIV barón de Bellpuig, XIV barón de Calonge y XV barón de Liñola.

Casó en primeras nupcias, el 12 de febrero de 1798, con María del Carmen Ponce de León y Carvajal, VIII marquesa del Águila, V condesa de Garcíez, hija de Antonio María Ponce de León Dávila y Carrillo de Albornoz, III duque de Montemar, VIII marqués de Castromonte, dos veces grande de España, VII marqués del Águila, V conde de Valhermoso, IV conde de Garcíez, y de María del Buen Consejo Carvajal y Gonzaga, hija de Manuel Bernardino de Carvajal y Zúñiga, VI duque de Abrantes, V duque de Linares, etc. Contrajo un segundo matrimonio el 14 de febrero de 1834 con María Manuela de Yanguas y Frías. Le sucedió su hijo del primer matrimonio:
- Vicente Pío Osorio de Moscoso y Ponce de León (1801-22 de febrero de 1864),  XI conde de Saltés,[30] VIII duque de Atrisco,[10] XIII duque de Baena,[19] XVII duque de Maqueda,  X duque de Medina de las Torres,[24] IV duque de Montemar,[31] XII duque de Sanlúcar la Mayor,[25] XV duque de Sessa,[28] XIV duque de Soma,[29] XVII marqués de Astorga,[8] IX marqués de Castromonte,[32] IX marqués de Leganés,[12] XI marqués de Velada,[7] XIII conde de Altamira,[13] XIX conde de Cabra,[21] catorce veces grande de España, X marqués del Águila, XII marqués de Almazán, XV marqués de Ayamonte, marqués de Elche, IX marqués de Mairena, XII marqués de Montemayor, XIII marqués de Poza, X marqués de San Román, XI marqués de Villamanrique, VIII marqués de Morata, VIII marqués de Monasterio, X conde de Arzarcóllar,[30] conde de Cantillana, VI conde de Garcíez, XII conde de Lodosa, XVII conde de Monteagudo de Mendoza,[30] XIX conde de Nieva, XX conde de Palamós, conde de Trastámara, XIX conde de Santa Marta, XIV conde de Oliveto,[30] VI conde de Valhermoso, XVII vizconde de Iznájar, XXV barón de Bellpuig, XV barón de Calonge y XVI barón de Liñola.[30]

Casó el 30 de junio de 1821 con María Luisa de Carvajal Vargas y Queralt, hija de José Miguel de Carvajal y Vargas, II duque de San Carlos, VI conde de Castillejo, IX conde del Puerto y de su segunda mujer María Eulalia de Queralt y de Silva, hija de Juan Bautista de Queralt, de Silva y de Pinós, VII marqués de Santa Coloma y de María Luisa de Silva VII marquesa de Gramosa y XV condesa de Cifuentes. Le sucedió su nieta, hija de Alfonso Osorio de Moscoso y Osorio de Moscoso — hijo de María Eulalia Osorio de Moscoso y Carvajal, hija del XI conde de Saltés, y de su esposo, Fernando Osorio de Moscoso y Fernández de Córdoba—, y de María Isabel López de Ansó y Ximénez de Embrún, III baronesa de la Joyosa.
- María Eulalia Osorio de Moscoso y López de Ansó (n. 3 de julio de 1890), XII condesa de Saltés,[33] XVI duquesa de Soma,[29] grande de España,  XX marquesa de Elche y XXII condesa de Palamós[33] .

Casó con Víctor Telesforo Ruiz de Bucesta y Cruzat (m. Madrid, 29 de marzo de 1941), caballero de la orden de Alcántara. Le sucedió su hijo:
- José María Ruiz de Bucesta y Osorio de Moscoso (Madrid, 1929-Madrid, 24 de junio de 2019), XIII conde de Saltés,[33] XIII duque de Medina de las Torres,[24]  XVII duque de Soma,[29] dos veces grande de España, XXIII conde de Palamós, XIII marqués de Monasterio, y IV barón de la Joyosa.[33]

Casado con María Luz de Mora y Aragón, hermana de la reina Fabiola de Mora y Aragón. Le sucedió su hijo:
- José Gonzalo Ruiz de Bucesta y Mora (n. Madrid, 8 de enero de 1957), XIV conde de Saltés,[35] XIV duque de Medina de las Torres, grande de España y XIV marqués de Monasterio.[33]

Casó el 15 de julio de 1983 con Blanca Jordán de Urries y de la Riva. Cedió el título a su hija:
- Lucía Ruiz de Bucesta y Jordán de Urríes (n. Madrid, 13 de diciembre de 1986),[33] XV condesa de Saltés.[36]